# Fußball-Westafrikameisterschaft der Frauen
Die Fußball-Westafrikameisterschaft der Frauen (englisch WAFU Women’s Cup bzw. WAFU Women’s Championship) ist die offizielle Frauenfußballmeisterschaft Westafrikas und wird von der WAFU organisiert. Der Wettbewerb fand erstmals 2018 statt und wird in zwei Zonen ausgetragen.

## Zone A

### Die Turniere im Überblick
| Jahr         | Gastgeber    | Finale       | Finale   | Finale    | Spiel um Platz drei | Spiel um Platz drei | Spiel um Platz drei |
| Jahr         | Gastgeber    | Sieger       | Ergebnis | 2. Platz  | 3. Platz            | Ergebnis            | 4. Platz            |
| ------------ | ------------ | ------------ | -------- | --------- | ------------------- | ------------------- | ------------------- |
| 2020 Details | Sierra Leone | Senegal      | 3:0      | Mali      | Liberia             | 1:0                 | Kap Verde           |
| 2023 Details | Kap Verde    | Senegal      | 1:0      | Kap Verde | Gambia              | 3:2                 | Guinea-Bissau       |
| 2025 Details | Mauretanien  | Sierra Leone | 1:0      | Senegal   | Liberia             | 1:0                 | Mali                |

### Rangliste
| Rang | Land         | Titel          | 2. Plätze | 3. Plätze |
| ---- | ------------ | -------------- | --------- | --------- |
| 1    | Senegal      | 2 (2020, 2023) | 1         |           |
| 2    | Sierra Leone | 1 (2025)       |           |           |
| 3    | Kap Verde    |                | 1         |           |
|      | Mali         |                | 1         |           |
| 5    | Liberia      |                |           | 2         |
| 6    | Gambia       |                |           | 1         |

## Zone B

### Die Turniere im Überblick
| Jahr         | Gastgeber      | Finale  | Finale          | Finale         | Spiel um Platz drei | Spiel um Platz drei | Spiel um Platz drei |
| Jahr         | Gastgeber      | Sieger  | Ergebnis        | 2. Platz       | 3. Platz            | Ergebnis            | 4. Platz            |
| ------------ | -------------- | ------- | --------------- | -------------- | ------------------- | ------------------- | ------------------- |
| 2018 Details | Elfenbeinküste | Ghana   | 1:0             | Elfenbeinküste | Nigeria             | 2:1                 | Mali                |
| 2019 Details | Elfenbeinküste | Nigeria | 5:4 i. E. (1:1) | Elfenbeinküste | Ghana               | 8:7 i. E. (1:1)     | Mali                |
| 2025 Details | Benin          |         |                 |                |                     |                     |                     |

### Rangliste
| Rang | Land           | Titel    | 2. Plätze | 3. Plätze |
| ---- | -------------- | -------- | --------- | --------- |
| 1    | Ghana          | 1 (2018) |           | 1         |
|      | Nigeria        | 1 (2019) |           | 1         |
| 3    | Elfenbeinküste |          | 2         |           |